# Throw Momma from the Train (película de 1988)
Throw Momma from the Train (Tira a mamá del tren en España Hispanoamérica) es una película estadounidense de comedia de 1988 dirigida por Danny DeVito y protagonizada por Billy Crystal, Danny DeVito, Anne Ramsey y Kim Greist.

## Trama
El estudiante Owen Lift (DeVito) le pide a su profesor Larry Donner (Crystal) que mate a su opresora madre (Ramsey); a cambio, Owen se encargará de matar a la odiada exmujer de Larry llamada Margaret (Kate Mulgrew). Danny DeVito se inspiró en Extraños en un tren, de Alfred Hitchcock, para rodar su ópera prima. 
En la película, Larry Donner es un autor y profesor de literatura que trabaja como tutor de las personas que desean escribir libros. La vida de Larry se ha convertido en una miseria desde que su exesposa, Margaret, ha publicado a su nombre un libro escrito por él y se ha enriquecido. Owen Lift, uno de los estudiantes del curso de Larry, le ofrece a éste matar a Margaret y a cambio le pide que asesine a su horrible y posesiva madre. Larry cree que todo es una broma hasta que se entera de que Owen mató a su exesposa, convirtiéndolo en el principal sospechoso.

## Curiosidades
Por la película, la primera actriz Anne Ramsey fue nominada a los Premios Oscar como mejor actriz de reparto en 1988 junto a Olympia Dukakis, Anne Arche y la argentina Norma Aleandro, resultando vencedora Dukakis. También fue nominada al Globo de Oro a mejor actriz de reparto.

## Elenco
- Danny DeVito como Owen.
- Billy Crystal como Larry.
- Kim Greist como Beth.
- Anne Ramsey como mamá.
- Kate Mulgrew como Margaret.
- Branford Marsalis como Lester.
- Rob Reiner como Joel.
- Bruce Kirby como el detective DeBenedetto.
- Joey DePinto como Sargento.
- Annie Ross como la señora Hazeltine.
- Raye Birk como Pinsky.
- Oprah Winfrey como ella misma.
- Olivia Brown como el señor Gladstone.
- Philip Perlman como el señor Perlman.
- Stu Silver como Ramon.[2]